# River Mite
Der River Mite ist ein Fluss im Lake District, Cumbria, England.
Der River Mite entsteht westlich des Burnmoor Tarn. Er fließt in westlicher Richtung bis zu seiner Mündung in den Mündungstrichter des River Esk, nördlich von Ravenglass.